# Třapatka dřípatá
Třapatka dřípatá (Rudbeckia laciniata) je vyšší žlutě kvetoucí rostlina z čeledi hvězdicovitých (Asteraceae), která z našich zahrad a parků "utekla" do volné přírody kde se s úspěchem rozšiřuje. Pochází ze Severní Ameriky.

## Rozšíření
Rostlina pochází, jako všechny třapatky, ze Severní Ameriky. Za původní místa výskytu je považován jihovýchod Kanady a střed i východ Spojených států severoamerických. Do Evropy se dostala pro své květy jako okrasná rostlina parků a zahrad v 17. století, kde zdomácněla a zplaněla. Mimo Evropu roste na východ až po Kavkaz, dále v Číně, Japonsku i na Novém Zélandu. Je milovníkem vlhčích míst s provzdušněnou, na živiny bohatou půdou, roste na březích vodních toků, okrajích lesů, podél cest a železničních tratí i na skládkách. Nesnáší přílišné intenzivní oslunění a sucho.
V České republice roste ve velkém rozsahu pouze místně, např. na březích horní Lužnice, Divoké Orlice, na Frýdlantsku, Ostravsku a pod Beskydami.

## Popis
Je to vytrvalá bylina s plazivými dřevnatými podzemními oddenky, ze kterých vyrůstají vzpřímené lodyhy, v závislosti na vlastnostech stanoviště vysoké 50 až 250 cm, v horní části se větví. Zelené listy na nich vyrůstají střídavě, jsou holé stejně jako lodyha sama nebo řídce chlupaté. Jejich tvar je velice variabilní, bývají dlouhé 12 až 30 cm a široké 6 až 20 cm. Spodní a prostřední listy s řapíky mají čepele pérovitě laločné až rozřezané, zašpičatěné, s úkrojky s pilovitými okraji. Nejvyšší listy jsou přisedlé, nedělené, vejčitého tvaru s celistvým nebo pilovitým okrajem.
Na lodyze vyrůstá na dlouhých stopkách jeden nebo několik květních úborů (max. 25) mívající v průměru 7 až 12 cm. Květní lůžko je nejprve polokulovité, později se stává až sloupovitě vyklenuté. Lysé zákrovní listeny dlouhé do 2 cm jsou vejčité, zašpičatělé, nazpět ohnuté. Často jsou nesouosé a chlupaté. Jazykovité obvodové květy, obvykle 8 až 12, mají zlatožlutou barvu. Jsou eliptického až obkopinatého tvaru, bývají ohnuté dolu a mají délku 3 až 6 cm. Velmi početné, 150 až 300, jsou žlutozelené až hnědofialové trubkovité květy terče, mající pět korunních plátků nejčastěji žlutých, pět tyčinek s prašníky a vystouplou čnělku s dvojitou bliznou. Kvetou od července do září.
Plodem je tmavá čtyřhranná nažka s úzkým lemem dlouhá 3 až 5 mm. Třapatka dřípatá se rozmnožuje generativně – semeny i vegetativně – oddenky.

## Význam

### Škodlivost
V České republice je považována za neofytickou invazivní rostlinu, ve volné přírodě byla na území Česka prvně pozorována již v roce 1859. Mimo potlačování původních rostlin, místy vytváří až monodominantní porosty, je považována za nevhodnou pro dobytek, ovce i prasata. Populace rostoucí v přírodě převážně odpovídají typu, který se u nás pěstoval v 19. století a dnes je v kultuře vzácný.
V některých oblastech je však třapatka dřípatá rozšířena až velmi, např. v povodí řeky Odry, je zařazena její likvidace ve stupni důležitosti č. 2, tj. hned za křídlatkami. Začala se velice rychle rozmnožovat zejména od 50. let, což zřejmě souviselo se změnou způsobu obhospodařování půdy (extenzivní hospodaření, ústup od pravidelného kosení). V současnosti však již pravidelné kosení není samo o sobě dostačující, nutno ho doplnit o herbicidy. Rozvětvený kořenový systém s dobře regenerujícími oddenky znesnadňuje mechanickou likvidaci. Dokáže rychle osídlit nezarostlá místa, bývá jednou z prvních rostlin které obsazují např. uvolněné prostory po vyklučené křídlatce.

### Prospěšnost
Její hlavní význam pro naše prostředí je estetický, pěstuje se stále jako okrasná rostlina. Typy které se v současnosti šlechtí jsou oproti původním vůči zplaňování odolnější. V zemi svého původu, v Severní Americe, je původními obyvateli používána v domorodé kuchyni i v léčitelství, např. na čištění trávicí soustavy nebo obklady popálenin, běžně se ale nedoporučuje. Z listů a oddenku lze získat přírodní žluté barvivo.

## Taxonomie
V místech jejího původu, v Severní Americe, rozlišují pět variet třapatky dřípaté:
- Rudbeckia laciniata L.var. laciniata
- Rudbeckia laciniata L. var. ampla (A. Nelson) Cronquist
- Rudbeckia laciniata L.var. bipinnata Perdue
- Rudbeckia laciniata L.var. heterophylla (Torr. et A. Gray) Fernald et B. G. Schub.
- Rudbeckia laciniata L.var. humilis A. Gray [9]

## Třapatka dřípatá

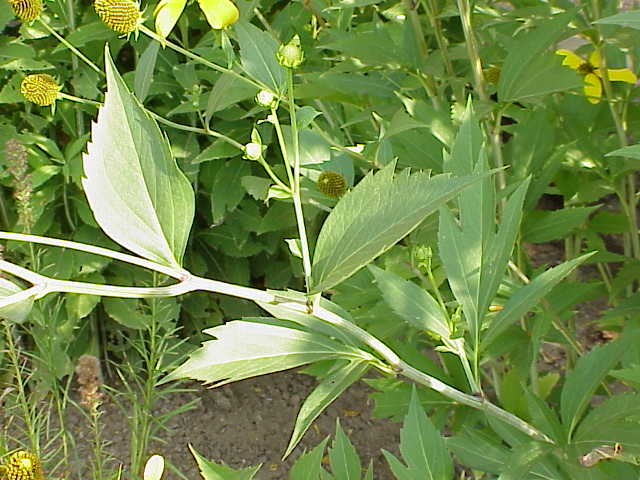
Lodyha s listy
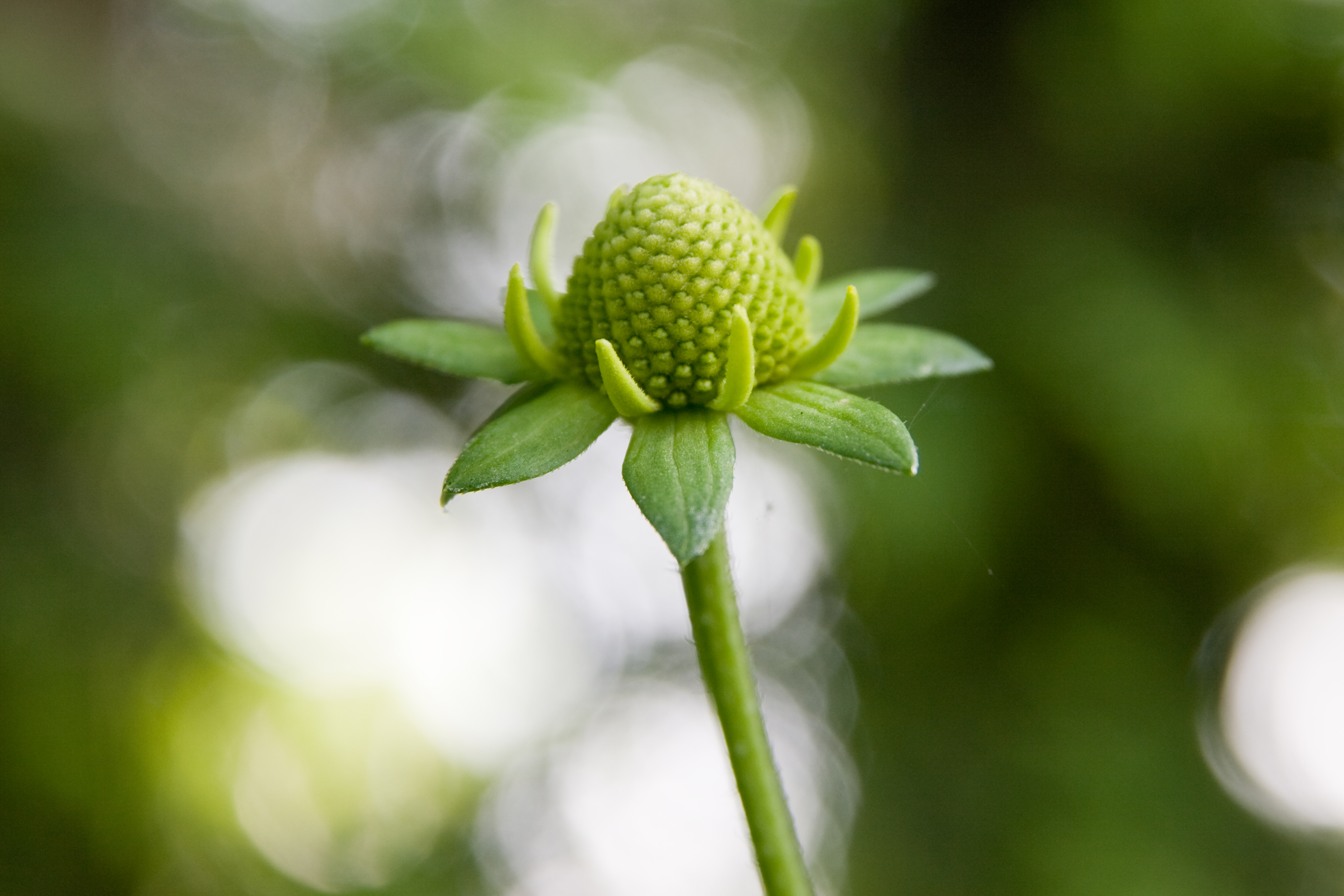
Rozvíjející se úbor podepřený listeny
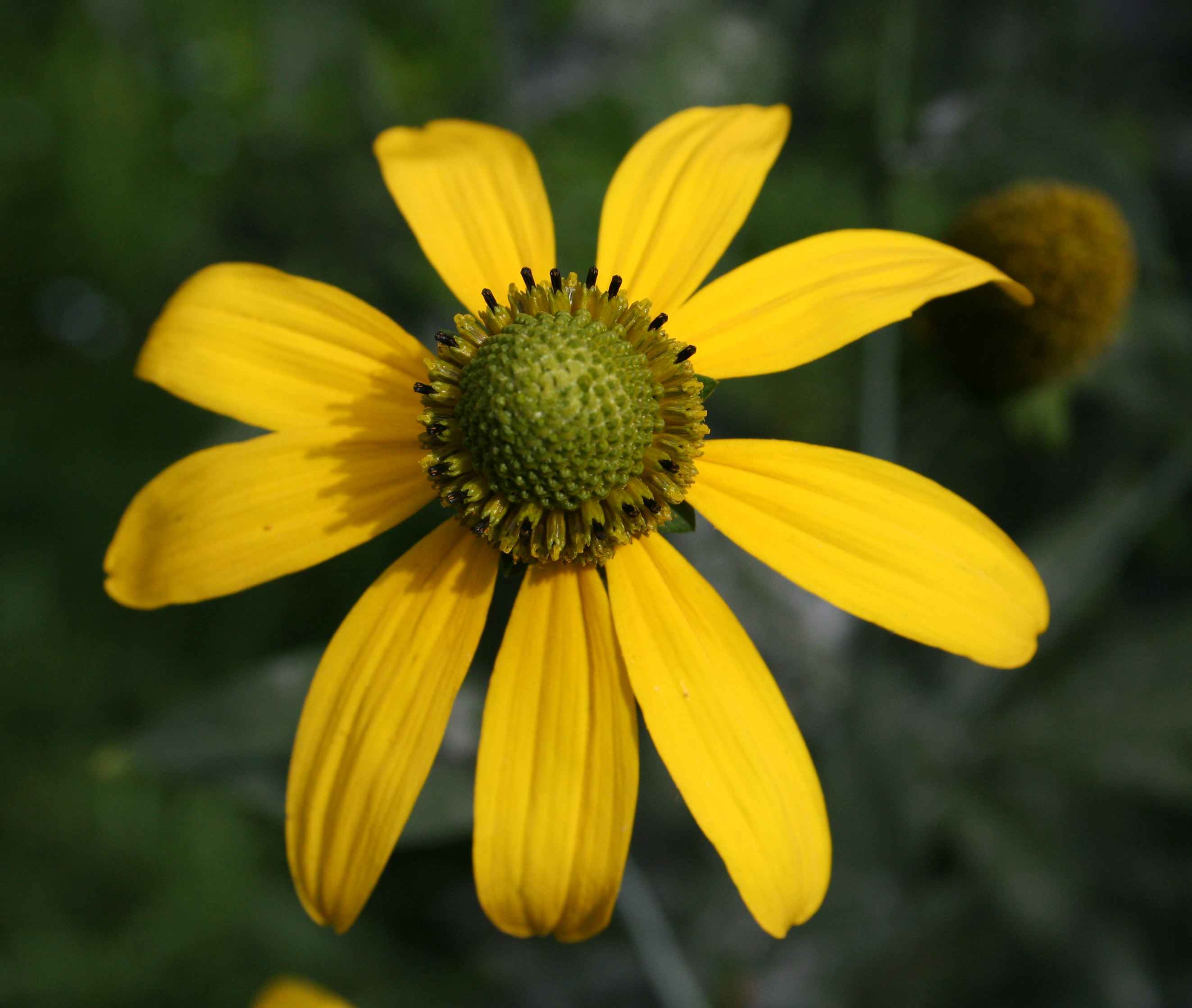
Detail úboru